# Ілюзія Мюллера-Лаєра

Попри те, що горизонтальні відрізки рівної довжини, залежно від «оперення» їхня довжина видається різною. Нижня частина малюнка показує, що відрізки насправді однакові.

Ілюзія Мюллера-Лаєра — оптична ілюзія , що виникає при спостереженні відрізків, обрамлених стрілками. 
Ілюзія полягає в тому, що відрізок, обрамлений «вістрями», здається коротше відрізка, обрамленого «хвостовими» стрілками. Ілюзія була вперше описана німецьким психіатром Францом Мюллером-Лаєром в 1889 році. Попри проведення численних досліджень, природа ілюзії не до кінця зрозуміла. Найсучасніше трактування пояснює ілюзію як статистичний результат спостережень зовнішніх зображень — у сценах природні зорові елементи, обрамлені вістрями, зазвичай коротше елементів з хвостовим оперенням.

## Пояснення

Ілюстрація ілюзії Мюллера-Лаєра коли вона не є ілюзією

- Механізм перспективи — за цим трактуванням відрізки сприймаються як такі, що мають різну довжину, тому що зорова система інтерпретує лінії, що сходяться (наприклад, дальній кут кімнати) як віддаленіші, ніж лінії, що розходяться (наприклад, ближній кут будинку). У результаті при рівних видимих довжинах перший здаються довшими других.
- Статистичне пояснення — при спостереженні природних сцен фігури, обрамлені вістрями зазвичай коротше фігур з хвостовим оперенням. Зорова система підлаштовується під статистику зорового оточення і при показі фігур ілюзії Мюллера-Лаєра інтерпретує їх розміри за накопиченою статистикою. [1]

## Залежність від культурних факторів
Представники різних культур по-різному схильні до ілюзії Мюллера-Лаєра. Так, народи, які мають меншу кількість прямокутних предметів (будівель) в зоровому оточенні, менш сприйнятливі до цієї ілюзії. 